# 佐伯仁志
佐伯 仁志（さえき ひとし、1958年3月2日 - ）は、日本の法学者。中央大学大学院法務研究科教授。日本刑法学会理事。専門は刑法、経済刑法、少年法 。愛媛県出身。平野龍一の弟子。

## 学説
出世作は、神戸大学助教授時代の論文である後掲「被害者の錯誤について」である。既に同じテーマで山中敬一が論文を書いていたが、佐伯はさらに詳細に西ドイツのグンター・アルツトの「法益関係的錯誤理論」を日本に紹介し、日本の判例を分析して注目を集めた。その刑法学説の基本的立場は、師である平野と同じ結果無価値論に立つ。

## 経歴
- 1976年 愛媛県立今治西高等学校卒業
- 1979年 司法試験第二次試験合格
- 1980年 東京大学法学部卒業、東京大学法学部助手
- 1983年 神戸大学法学部助教授
- 1987年 コロンビア大学法科大学院客員教授
- 1992年 東京大学法学部助教授
- 1996年 東京大学大学院法学政治学研究科教授
- 2015年 日本刑法学会理事長（～2018年）
- 2020年 中央大学大学院法務研究科教授
- 同年　司法試験委員会委員長（～2024年）

## 著作
- 『刑法1（有斐閣アルマ）』（有斐閣）〔共著〕
- 『判例刑法総論・各論〔第6版〕』（有斐閣、2013年）〔共著〕
- 『理論刑法学の最前線』（岩波書店、2001年）〔共著〕
- 『理論刑法学の最前線Ⅱ』（岩波書店、2006年）〔共著〕
- 『刑法と民法の対話』（有斐閣、2001年）〔共著〕
- 『ケースブック経済刑法〔第3版〕』（有斐閣、2010年）〔共著〕
- 『注釈刑法　第1巻』（有斐閣、2010年）〔共編〕
- 『制裁論』（有斐閣、2009年）
- 『刑法総論の考え方・楽しみ方』（有斐閣、2013年）
- 『刑法事例演習教材〔第2版〕』（有斐閣、2014年）〔共著〕

## 論文
- 「プライヴァシーと名誉の保護（1）～（4）」（『法学協会雑誌』101巻7、8、9、11号、1984年）
- 「被害者の錯誤について」（『神戸法学年報』1号、1985年）
- 「制裁」『現代の法4』（岩波書店、1998年）
- 「組織犯罪への実体法的対応」（『現代の法6』岩波書店、1998年）
- "The Criminal Law System Facing the Challenge of Organized Crime", International Review of Penal Lawvol.60, No.1-2,1998
- 「少年の権利保障と付添人」（『ジュリスト』1152号、1999年）

## 著名な門下生
- 遠藤聡太